# Сафронов Євген Віталійович
Євген Віталійович Сафронов (рос. Евгений Витальевич Сафронов; 24 липня 1982, м. Тольятті, СРСР) — російський хокеїст, нападник. 
Вихованець хокейної школи «Лада» (Тольятті). Виступав за: «Дизель» (Пенза), «Лада» (Тольятті), «Металург» (Новокузнецьк), «Молот-Прикам'я» (Перм), «Нафтовик» (Леніногорськ), ХК МВД-ТХК (Твер), «Автомобіліст» (Єкатеринбург), «Лада» (Тольятті), ЦСК ВВС (Самара), «Мордовія» (Саранськ).
Досягнення
- Бронзовий призер чемпіонату Росії (2003).